# Persuasionstherapie
Die Persuasionstherapie ist eine von Paul Dubois (1848–1918) im Jahre 1901 zuerst beschriebene psychotherapeutische Methode für Patienten mit neurotischer Symptomatik. Sie wurde von Dubois selbst als „rationelle Psychotherapie“ bezeichnet. Der Name »rationale Therapie« hat sich jedoch durchgesetzt. Die Behandlung besteht darin, dem Kranken im Gespräch die Entwicklung seiner Symptome zu erklären. Die Behandlung bedient sich dabei der Persuasion. Diese Bezeichnung wurde zur Abgrenzung von der damals immer weniger gebräuchlichen Suggestions- und Hypnosebehandlung eingeführt und sollte eine „Wachpsychotherapie“ kennzeichnen. Dabei handelt es sich um eine Art von sokratischem Dialog d. h. um eine asymmetrische Beziehung der Gesprächspartner, wie sie für die persuasive Kommunikation typisch ist. Durch Appell an die Denkfähigkeit soll ein vernünftiges Urteil erzielt werden, was die Heilung hauptsächlich ermöglicht. In seinem Hauptwerk der „Psychoneurosen“ (1904) hat Dubois mangelhafte Werturteile als entscheidend für die Ausbildung der neurotischen Symptome angesehen.

## Gebrauch der Methode
Die Methode wurde relativ selten gebraucht, wenn man von einer vorübergehenden Verbreitung bei Praktischen Ärzten absieht. Sie ging im Konzept der Verhaltenstherapien auf. In neuerer Zeit hat sich jedoch die Psychoedukation für ähnliche Ziele einen größeren Bekanntheitsgrad verschafft. Hierbei werden auch Psychotiker in die Edukation einbezogen. Andererseits hat sich bereits die Technik der Psychiker mit dem moralisierenden Ansatz von Psychotherapie auseinandergesetzt.

## Kritik
Die Persuasion, die sich der Technik des sokratischen Gesprächs bedient, kann aus der Perspektive der einseitigen Deutungsmacht als nicht unbedenklich angesehen werden. Entscheidend ist hierbei, ob sich der Moderator jedweder Meinungsäußerung zum Gesprächsgegenstand enthält und sich auch nicht manipulativ einsetzt.